# 6-я горнопехотная дивизия (вермахт)
6-я горнопехотная дивизия (нем. 6. Gebirgs-Division) — горнопехотное формирование сухопутных войск вооружённых сил нацистской Германии.

## История
Горнопехотная дивизия была создана в июне 1940 года. В апреле 1941 года — участие в Греческой кампании (прорыв пограничных укреплений на болгарской границе, затем взятие Афин).
В сентябре 1941 года переброшена под Мурманск, где в середине октября сменила понесшие тяжёлые потери 2-ю и 3-ю горнострелковые дивизии.
В ноябре 1944 года дивизия отступила в Норвегию.
В мае 1945 года, после капитуляции Германии, дивизия сдалась в плен Вооружённым силам Великобритании.

## Состав дивизии
- управление
- 141-й горнопехотный полк (Gebirgsjäger-Regiment 141), ком.: майор Либляйн
- 143-й горнопехотный полк (Gebirgsjäger-Regiment 143), ком.: полковник Радзи
- 118-й горный артиллерийский полк (Gebirgs-Artillerie-Regiment 118), ком.: подполковник Копп
- 47-й горный противотанковый батальон (Gebirgs-Panzerjäger-Abteilung 47)
- 112-й горный разведывательный батальон (Aufklärungs-Abteilung 112)
- 91-й горный саперный батальон (Gebirgs-Pionier-Bataillon 91), ком.: лейтенант Тюрнхер
- 91-й горный батальон связи (Gebirgs-Nachrichten-Abteilung 91)
- 91-й горный полевой запасный батальон (Feldersatz-Bataillon 91), ком: капитан Мерксмюллер
- 68-й горный велосипедный батальон

## Командиры дивизии
- с 1 июня 1940 — генерал-майор Фердинанд Шёрнер
- с 1 февраля 1942 — генерал-лейтенант Кристиан Филипп
- с 20 августа 1944 — генерал-майор Макс-Йозеф Пемзель

## Награждённые Рыцарским крестом Железного креста (13)
- Фердинанд Шёрнер, 20.04.1941 — генерал-майор, командир 6-й горнопехотной дивизии
- Хельмут Фальтинер, 13.06.1941 — ефрейтор, командир разведывательного патруля 1-й роты 143-го горнопехотного полка
- Карл-Петер Якоб, 13.06.1941 — обер-лейтенант, командир 2-й роты 143-го горнопехотного полка
- Максимилиан Яис, 17.09.1941 — полковник, командир 141-го горнопехотного полка
- Экхардт фон Девиц, 17.08.1942 — лейтенант резерва, адъютант 2-го батальона 143-го горнопехотного полка
- Макс Ропп, 28.10.1944 — обер-фельдфебель, командир взвода 11-й роты 143-го горнопехотного полка
- Карл Рюф, 28.10.1944 — майор, командир 3-го батальона 143-го горнопехотного полка
- Рудольф Уль, 05.11.1944 — лейтенант, адъютант 2-го батальона 141-го горнопехотного полка
- Эдуард Альтахер, 18.11.1944 — капитан, командир 2-го батальона 143-го горнопехотного полка
- Иоганн Бальдауф, 18.11.1944 — фельдфебель, командир взвода 3-й роты 91-го горного саперного батальона
- Хельмут Бройкер, 26.11.1944 — капитан, командир 1-го батальона 141-го горнопехотного полка
- Макс-Йозеф Пемзель, 09.12.1944 — генерал-майор, командир 6-й горнопехотной дивизии
- Ганс Фишер, 09.12.1944 — обер-ефрейтор, командир отделения 6-й роты 143-го горнопехотного полка